# Homalocephala parryi

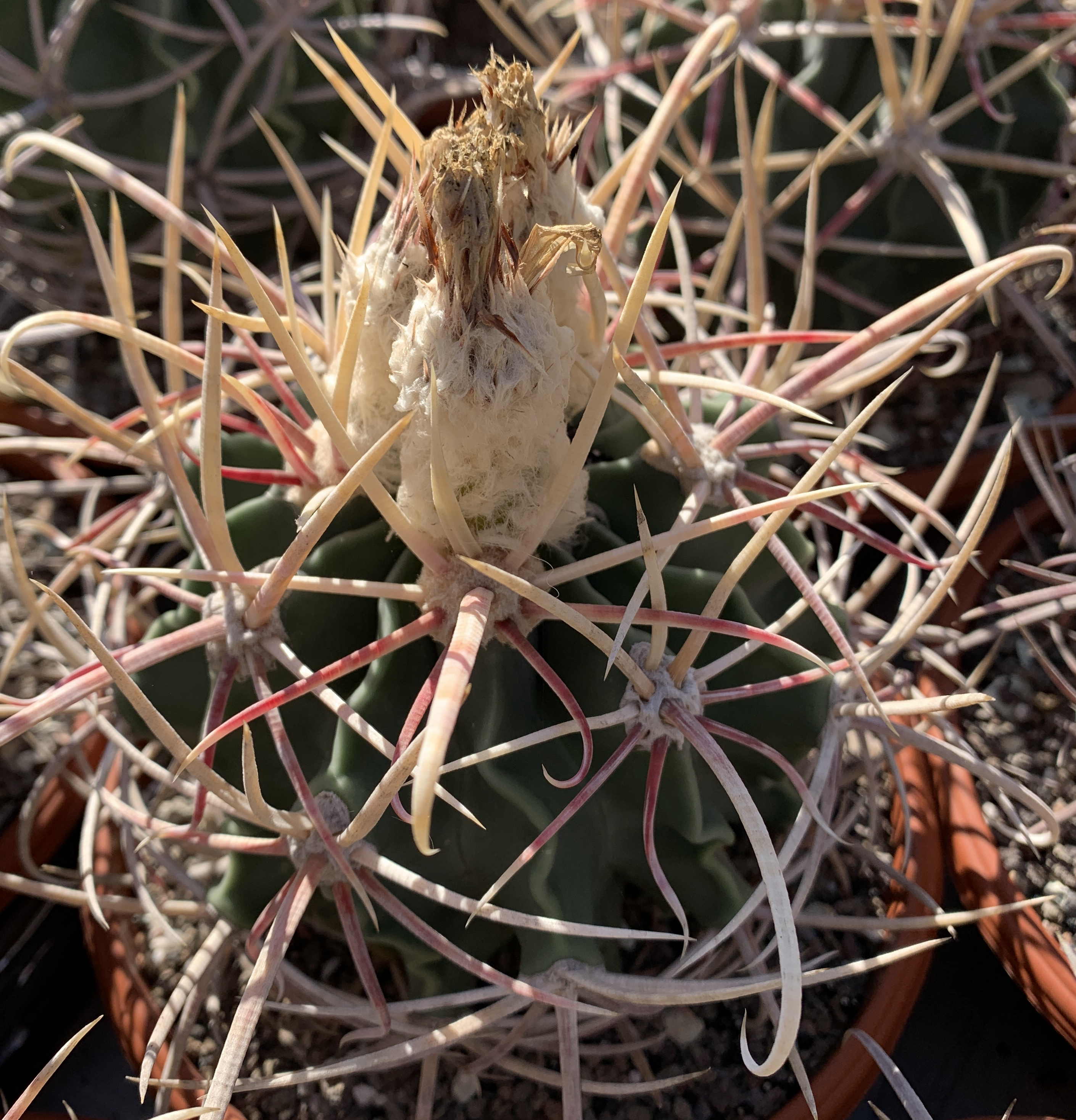
Kulturpflanze mit Früchten

Homalocephala parryi ist eine Pflanzenart in der Gattung Homalocephala aus der Familie der Kakteengewächse (Cactaceae). Das Artepitheton parryi ehrt den US-amerikanischen Botaniker Charles Christopher Parry.

## Beschreibung
Homalocephala parryi wächst meist einzeln mit kugelförmigen bis kurz zylindrischen, graugrünen Trieben und erreicht bei Durchmessern von 15 bis 30 Zentimetern Wuchshöhen von 15 bis 45 Zentimetern. Es sind meist 13 Rippen vorhanden, die im Alter etwas wellig gefaltet sind. Die meist 4 stroh- bis magentafarbenen, oft zurückgebogenen Mitteldornen vergrauen im Alter. Der längste von ihnen ist 4,2 bis 5,9 Zentimeter lang. Die 6 bis 11 gelblichen bis magentafarbenen Randdornen sind gerade bis etwas gebogen.
Die gelben Blüten haben einen magentafarbenen Hauch und einen roten Schlund. Sie erreichen Durchmesser von 5 bis 7 Zentimeter. Die anfangs fleischigen, später trocken und hart werdenden Früchte sind mit weißer Wolle besetzt und 2 bis 4 Zentimeter lang. Sie öffnen sich mit einem basalen Loch.

## Verbreitung, Systematik und Gefährdung
Homalocephala parryi ist im mexikanischen Bundesstaat Chihuahua in Höhenlagen von 1200 bis 1400 Metern verbreitet.
Die Erstbeschreibung als Echinocactus parryiwurde 1856 durch George Engelmann veröffentlicht. Mario Daniel Vargas-Luna und Rolando T. Bárcenas stellten die Art 2018 in die Gattung Homalocephala. Ein weiteres nomenklatorisches Synonym ist Emorycactus parryi (Engelm.) Doweld (1996).
In der Roten Liste gefährdeter Arten der IUCN wird die Art als „Near Threatened (NT)“, d. h. als gering gefährdet geführt.

## Nachweise